# Estany del Crestell
L'Estany del Crestell és un estany d'origen glacial, que es troba a 2.528 m d'altitud, a la Coma Estreta, a la Vall de Sant Martí, a l'Alta Ribagorça, en el terme municipal de la Vall de Boí, a la zona perifèrica del Parc Nacional d'Aigüestortes i Estany de Sant Maurici. L'estany queda envoltat per les parets del Pic Petit del Pessó (N) i del Pic de l'Estanyet (SE). Drena cap a l'oest, al Barranc del Port de Rus.